# 科泰利瓦
科泰利瓦（羅馬化：Kotelva；或译为科捷利瓦）是烏克蘭中部波爾塔瓦州波爾塔瓦區科泰利瓦市鎮内的鎮及其行政中心，亦曾為2020年被撤銷區份科泰利瓦區的区府。始建於1582年，面積26.87平方公里，海拔高度102米，2024年人口11,000人，人口密度每平方公里464.68人。